# Раттельсдорф
Раттельсдорф (нем. Rattelsdorf)— община  в Германии, в земле Бавария.
Подчиняется административному округу Верхняя Франкония. Входит в состав района Бамберг.  Население составляет 4478 человек (на 31 декабря 2010 года). Занимает площадь 39,58 км². Местные регистрационные номера транспортных средств (коды автомобильных номеров) (нем. Kraftfahrzeugkennzeichen) — BA.
Община подразделяется на 13 сельских округов.

## Население
По оценке на 31 декабря 2015 года население общины составляет 4592 чел.
| Дата      | 1840 | 1871 | 1900 | 1925 | 1939 | 1950 | 1961 | 1970 | 1987 | 2011 |
| --------- | ---- | ---- | ---- | ---- | ---- | ---- | ---- | ---- | ---- | ---- |
| Население | 3122 | 2886 | 2453 | 2553 | 2563 | 3702 | 3152 | 3413 | 3987 | 4513 |

| Год       | 1960 | 1970 | 1980 | 1990 | 2000 | 2009 | 2010 | 2011 | 2012 | 2013 | 2014 | 2015 |
| --------- | ---- | ---- | ---- | ---- | ---- | ---- | ---- | ---- | ---- | ---- | ---- | ---- |
| Население | 3105 | 3434 | 3720 | 4096 | 4564 | 4494 | 4478 | 4505 | 4521 | 4568 | 4626 | 4592 |